# Castiglioncello del Trinoro
Castiglioncello del Trinoro ist ein Ortsteil (Fraktion, italienisch frazione) von Sarteano in der Provinz Siena, Region Toskana in Italien.

## Geografie
Der Ort liegt ca. 4 km westlich des Hauptortes Sarteano, ca. 50 km südöstlich der Provinzhauptstadt Siena und ca. 95 km südöstlich der Regionalhauptstadt Florenz. Italiens Hauptstadt Rom liegt ca. 135 km südöstlich. Der Ort liegt bei 786 m und hat ca. 15 Einwohner. Er liegt im südöstlichen Val d’Orcia. Der Fluss Orcia fließt ca. 4,5 km westlich von Castiglioncello del Trinoro.

## Geschichte
Der Ort, auch Castiglion dei Ladri (Castrum Latronum, Kastel der Diebe) oder Castiglion Senese genannt, entstand als Burg der Manenti. Die Grafen Manenti gaben den Ort 1117 und 1126 an das Kamaldulenser-Kloster von San Pietro in Campo (heute Gemeindegebiet von Pienza, ca. 4 km südwestlich), welches zu dem Kamaldulenser-Kloster (Eremo del Vivo, auch Eremo di San Benedetto genannt, ca. 15 km südwestlich) in Vivo d’Orcia gehörte. Die Mönche von San Pietro in Campo begaben sich bereits 1226 unter den Schutz der Republik Siena. Die Mönche von San Pietro in Campo und die von Vivo d’Orcia unterstellten sich zudem 1251 gemeinsam mit dem Repräsentanten der Burg von Castiglioncello del Trinoro der Republik Siena, die darauf eine zehnjährige Steuerfreiheit garantierte. Im Konflikt zwischen Siena und den Städten Florenz und Orvieto verlor Siena den Ort 1254, konnte nach der Schlacht von Montaperti 1260 den Ort aber wieder übernehmen. Die Republik Siena verkaufte den Ort 1274 für 8000 Lire di dinari senesi an die Familie der Salimbeni. Die Einwohner des Ortes leisteten am 10. März 1275 ihren Eid an Notto del fu Salimbene und seine Brüder Alessandro, Benuccio, Ciampolo und Giovanni. Zu dieser Zeit hatte der Ort ca. 600 Einwohner. In den Besitzbüchern der Salimbeni wird der Ort 1318 mit einem Wert von 13.333 Lire angegeben. In der Mitte des 14. Jahrhunderts wurde der Ort von Perugia besetzt und 1368 von Cione di Sandro Salimbeni wieder erobert. Die Salimbeni blieben Herren der Burg bis 1418, als sie als Unterlegene im Konflikt mit der Republik Siena den Ort nach den Verträgen vom 22. Februar 1418 an Siena abgeben mussten. Der Ort blieb bei Siena bis zur Niederlage der Republik Siena 1555 gegen Florenz und wurde dann Teil des Großherzogtums Toskana. Ferdinando II. de’ Medici erklärte den Ort 1646 zum Lehen und vergab ihn an den neuen Markgraf Roberto Cennini. 1786 wurde Castiglioncello del Trinoro Ortsteil von Sarteano.

## Sehenswürdigkeiten

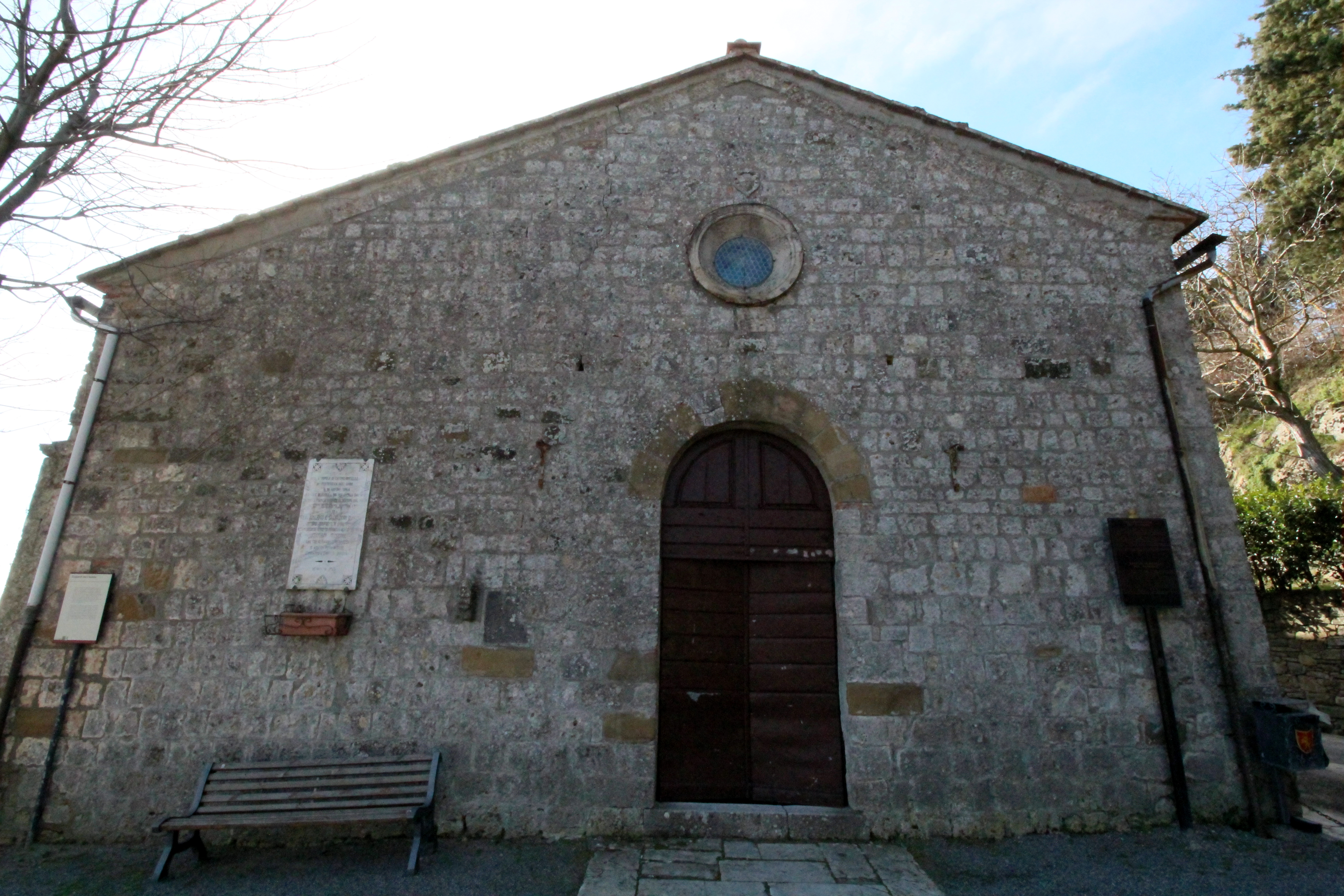
Die Kirche Sant’Andrea im Ortskern

- Sant’Andrea, Kirche im Ortskern, die zum Bistum Montepulciano-Chiusi-Pienza gehört. Enthält ein Taufbecken in Travertin aus dem 14. Jahrhundert. Wurde 1789 von Leonardo de Vegni restauriert.[4]
- Castello di Castiglioncello del Trinoro, Burgruine im Ortskern. Zu sehen sind heute noch die Fundamente von zwei Türmen und des Burgtores. Die Burg entstand vom 11. bis zum 14. Jahrhundert[5] und wurde im 15./16. Jahrhundert verlassen.[6]
- Porta Senese, Befestigungstor aus dem 14. Jahrhundert.[7]
- Cappella della Recisa, Kapelle kurz außerhalb des Ortes.[4]
- Necropoli di Poggio Rotondo-Solaia-Macchiapiana, Grabstätten der Etrusker ca. 1 km nordöstlich des Ortes. Die Bauten stammen aus verschiedenen Epochen, die ältesten sind aus dem 8. Jahrhundert v. Chr.[8]

## Bilder

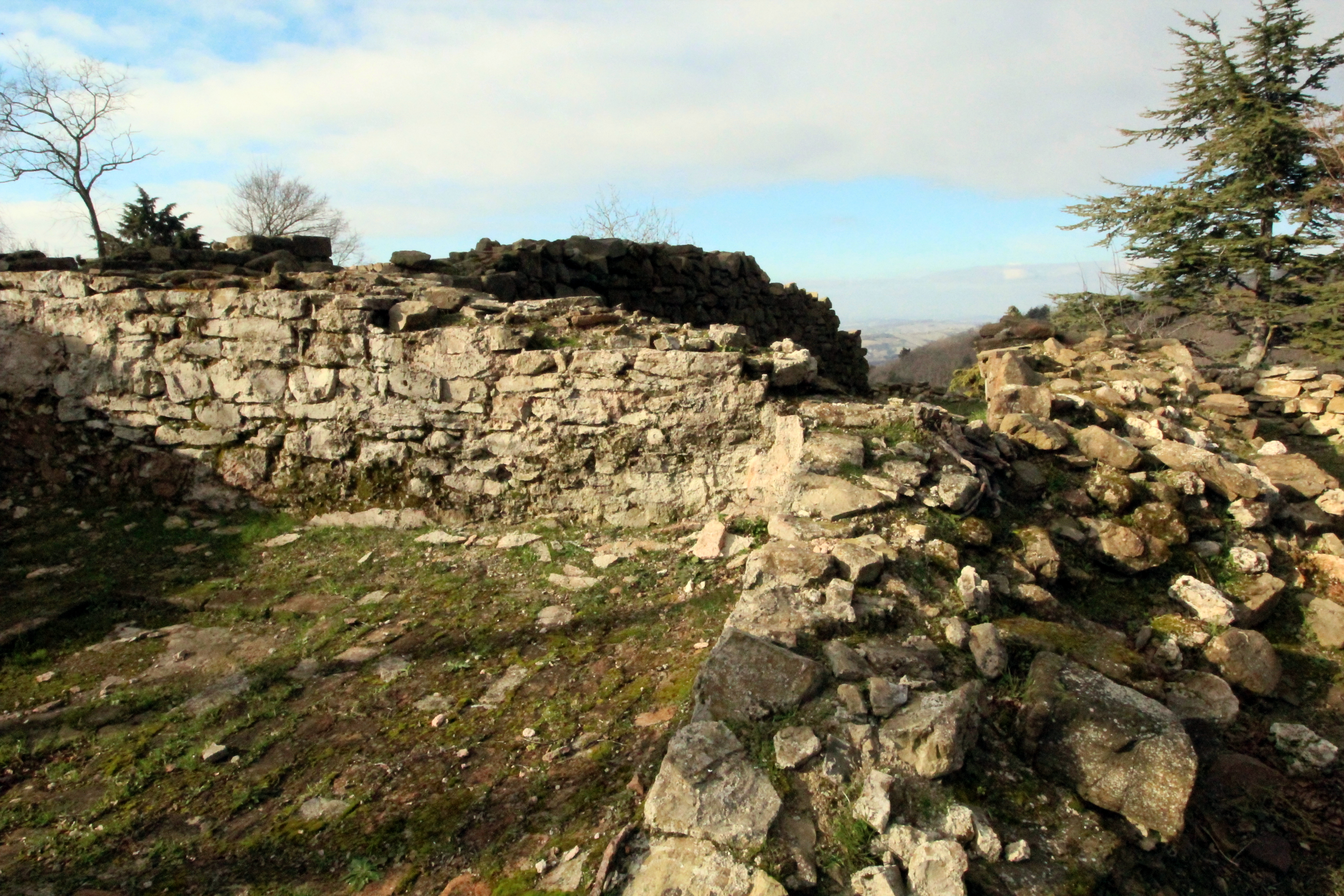
Die Burgruine
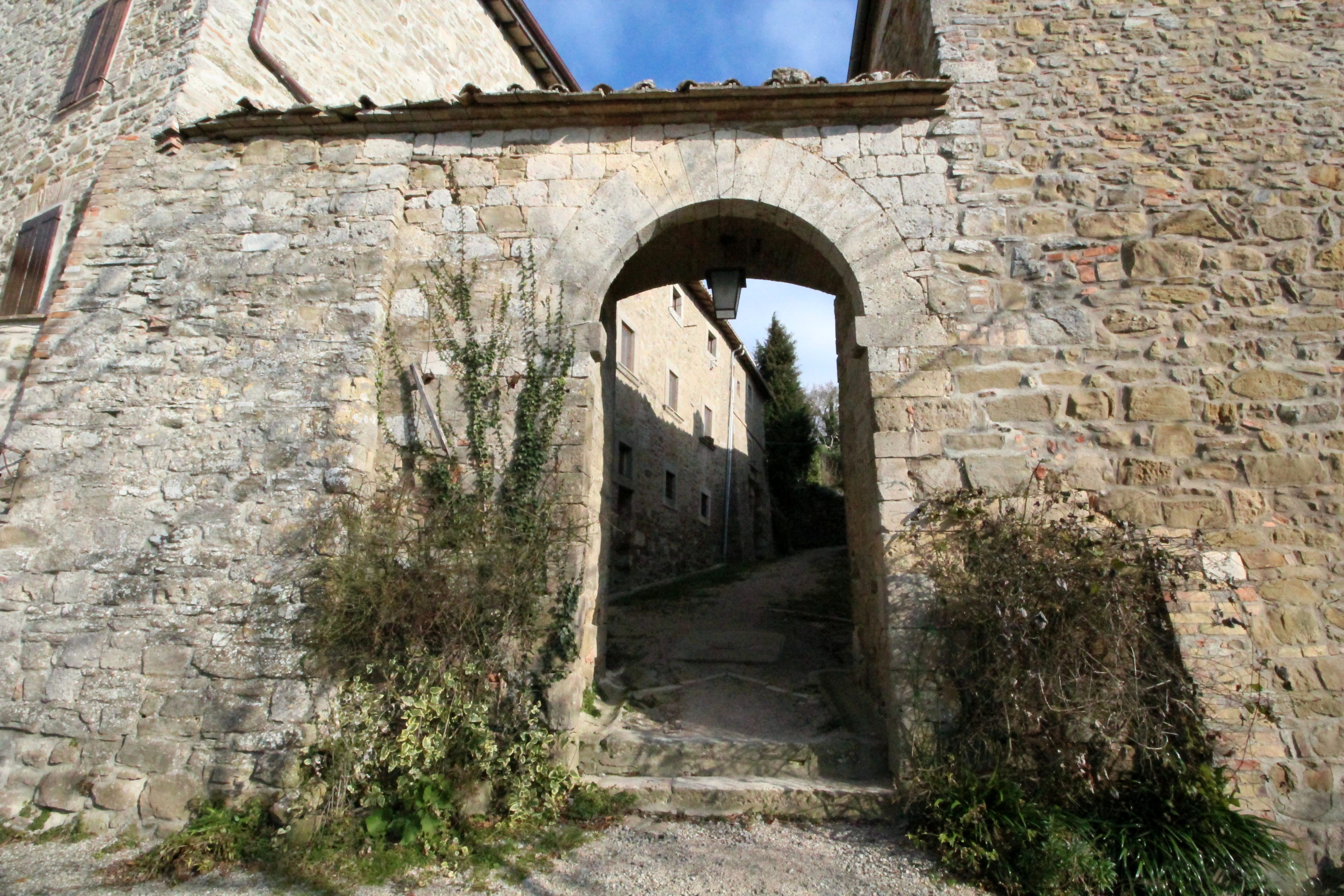
Befestigungstor Porta Senese